# The Very Best of the Eagles
The Very Best of the Eagles è una compilation del gruppo musicale Eagles, pubblicata nel 1994 da Elektra Records. L'album è stato ristampato nel 2001 con le stesse tracce dell'edizione originale in un ordine diverso.

## Tracce
1. Take It Easy – 3:32 (Jackson Browne, Glenn Frey)
2. Witchy Woman – 4:14 (Don Henley, Bernie Leadon)
3. Peaceful Easy Feeling – 4:20 (Jack Tempchin)
4. Doolin-Dalton – 3:29 (Jackson Browne, Glenn Frey, Don Henley, J. D. Souther)
5. Desperado – 3:34 (Glenn Frey, Don Henley)
6. Tequila Sunrise – 2:55 (Glenn Frey, Don Henley)
7. Best of My Love – 4:36 (Glenn Frey, Don Henley, J. D. Souther)
8. James Dean – 3:39 (Jackson Browne, Glenn Frey, Don Henley, J. D. Souther)
9. I Can't Tell You Why – 4:55 (Glenn Frey, Don Henley, Timothy B. Schmit)
10. Lyin' Eyes – 6:23 (Glenn Frey, Don Henley)
11. Take It to the Limit – 4:48 (Glenn Frey, Don Henley, Randy Meisner)
12. One of These Nights – 4:52 (Glenn Frey, Don Henley)
13. Hotel California – 6:30 (Don Felder, Glenn Frey, Don Henley)
14. New Kid in Town – 5:03 (Glenn Frey, Don Henley, J. D. Souther)
15. Life in the Fast Lane – 4:46 (Glenn Frey, Don Henley, Joe Walsh)
16. Heartache Tonight – 4:26 (Glenn Frey, Don Henley, Bob Seger, J. D. Souther)
17. The Long Run – 3:42 (Glenn Frey, Don Henley)